# Bokholt-Hanredder
Bokholt-Hanredder là một đô thị thuộc huyện Pinneberg, bang Schleswig-Holstein, Đức.